# Letnia Uniwersjada 2015
28. Letnia Uniwersjada – zawody sportowe organizowane pod egidą FISU, które odbyły się od 3 do 14 lipca 2015 roku w południowokoreańskim mieście Gwangju.

## Wybór kandydata
Kandydatami do zorganizowania uniwersjady w 2015 były: kanadyjskie Edmonton, tajwańskie Tajpej i południowokoreańskie Gwangju. 23 maja 2009 w Brukseli zdecydowano, że imprezę zorganizuje Gwangju, które było też kandydatem do organizacji poprzedniej uniwersjady. Była to trzecia uniwersjada, która odbyła się w Korei Południowej (poprzednimi były Zimowa Uniwersjada 1997 i Letnia Uniwersjada 2003).

## Obiekty sportowe
Źródło:
| Obiekt                                                       | Dyscyplina                                             | Pojemność | Data otwarcia |
| ------------------------------------------------------------ | ------------------------------------------------------ | --------- | ------------- |
| Gwangju World Cup Stadium                                    | Lekkoatletyka, piłka nożna                             | 40 245    | 2004          |
| Yeomju Swimming Pool                                         | Piłka wodna                                            | 21 554    | 1993          |
| Yeomju Gymnasium                                             | Koszykówka                                             | 8500      | 1987          |
| Bitgoeul Sports Complex                                      | Judo                                                   | 2000      |               |
| Kimdaejung Convention Center                                 | Szermierka                                             | 1000      | 1997          |
| Mudeung Baseball Stadium                                     | Baseball                                               | 13 872    |               |
| Yeomju Indoor Tennis Court                                   | Tenis                                                  | 216       | 2006          |
| Honam University Football Stadium                            | Piłka nożna                                            | 2000      | 1997          |
| Salesian High School Gym                                     | Koszykówka                                             | 700       | 1989          |
| Sosok High School Gym                                        | Koszykówka                                             | 2064      | 1981          |
| Jungang Girl's High School Gym                               | Koszykówka                                             | 1500      | 2005          |
| Gwangju University Gym                                       | Siatkówka                                              | 1200      | 2006          |
| Honam University Gym                                         | Siatkówka                                              | 1000      | 2001          |
| Chosun University Gym                                        | Taekwondo                                              | 1000      | 2003          |
| DongKang College Gym                                         | Piłka ręczna                                           | 2924      | 2002          |
| New Construction Swimming Pool                               | Skoki do wody, pływanie                                |           |               |
| New Construction Sports Complex                              | Siatkówka, gimnastyka artystyczna, gimnastyka sportowa |           |               |
| Gwangju Baseball Stadium                                     | Baseball                                               |           |               |
| Naju Public Stadium                                          | Piłka nożna                                            | 7000      | 2001          |
| Hwasun Public Stadium                                        | Piłka nożna                                            | 2000      | 2003          |
| Damyang Chuseong Stadium                                     | Piłka nożna                                            |           | 1979          |
| Yeonggwang Sportium Football Field                           | Piłka nożna                                            | 2097      | 2007          |
| Mokpo International Football Center Football Field           | Piłka nożna                                            |           | 2009          |
| Mokpo International Football Center Auxiliary Football Field | Piłka nożna                                            | 1240      | 2009          |
| Muan Chodang University Gymnasium                            | Koszykówka                                             | 450       | 1997          |
| Muan Indoor Gymnasium                                        | Koszykówka                                             | 1799      | 2009          |
| Yeonggwang Sportium Gymnasium                                | Koszykówka                                             | 1554      | 2007          |
| Naju Dongshin University Gymnasium                           | Siatkówka                                              | 1329      | 2010          |
| Jangseong Hong Gildong Gymnasium                             | Tenis stołowy                                          | 1279      | 2001          |
| Hwasun Hanium Culture Sports Center                          | Badminton                                              |           | 2008          |
| Naju Multipurpose Gymnasium                                  | Piłka ręczna                                           | 1658      | 2011          |
| Naju Indoor Gymnasium                                        | Piłka ręczna                                           | 2152      | 2002          |
| Gurye Indoor Gymnasium                                       | Piłka ręczna                                           | 2300      | 1988          |
| Mokpo Indoor Gymnasium                                       | Piłka ręczna                                           | 5500      | 1987          |
| Naju Shooting Range Complex                                  | Strzelectwo                                            | 1700      | 2008          |
| Jangseong Boating Complex                                    | Wioślarstwo                                            | 3000      | 2009          |
| Jinwol Tennis Complex                                        | Tenis                                                  | 3000      |               |
| Naju Assistant Stadium                                       | Piłka nożna                                            |           | 2011          |

## Dyscypliny
Źródło:
- badminton
- baseball
- gimnastyka artystyczna
- gimnastyka sportowa
- golf
- judo
- koszykówka
- lekkoatletyka
- łucznictwo
- piłka nożna
- piłka ręczna
- piłka wodna
- pływanie
- siatkówka
- skoki do wody
- strzelectwo
- szermierka
- taekwondo
- tenis stołowy
- tenis ziemny
- wioślarstwo